# Tephrosia laxa
Tephrosia laxa är en ärtväxtart som beskrevs av Karel Domin. Tephrosia laxa ingår i släktet Tephrosia och familjen ärtväxter. Inga underarter finns listade i Catalogue of Life.